# 989 Studios
 (juin 2019).
Si vous disposez d'ouvrages ou d'articles de référence ou si vous connaissez des sites web de qualité traitant du thème abordé ici, merci de compléter l'article en donnant les références utiles à sa vérifiabilité et en les liant à la section « Notes et références ».
989 Studios était une filiale de Sony Computer Entertainment America qui développait des jeux pour les consoles PlayStation et les ordinateurs sous Windows. Le studio avait pour nom à sa fondation Sony Interactive Studios America, fusion des activités jeux vidéo de Sony Imagesoft et de la branche production de SCEA.
Le nom 989 Studios fut adopté en référence à l'adresse de l'immeuble dans lequel les membres de l'équipe travaillaient à l'époque.
Leurs titres comprennent notamment Twisted Metal III et Twisted Metal 4, Syphon Filter et Syphon Filter 2, Jet Moto 3, Cool Boarders 3 et Cool Boarders 4, Bust a Groove ou encore EverQuest.
Les titres sportifs étaient produits sous la marque 989 Sports.

## Histoire
Le nom 989 Sports est né d'une longue série de changements de noms et de remaniements au sein de Sony, centrés sur ses opérations à Foster City, en Californie . En août 1995, l'activité de jeux vidéo de Sony Imagesoft a fusionné avec la branche de développement de produits de SCEA, devenant Sony Interactive Studios America (SISA) En 1998, SISA a été séparée de SCEA et renommée 989 Studios,.  Le 1er avril 2000, 989 Studios a fusionné avec SCEA en tant que groupe de développement propriétaire, afin de préparer la prochaine PlayStation 2. a continué à sortir des jeux de sport sous la marque 989 Sports,  jusqu'à ce que la marque soit retirée en 2005.

## Jeux développés

### 989 Studios
- 3Xtreme (1999)
- Bust a Groove (1998)
- Cool Boarders 3 (1998)
- Cool Boarders 4 (1999)
- Cyberstrike 2 (1998)
- EverQuest (1999)
- Jet Moto 3 (1999)
- Rally Cross 2 (1999)
- Running Wild (1998)
- Syphon Filter (1999)
- Syphon Filter 2 (2000)
- Cardinal Syn (1998)
- Tanarus (1998)
- Twisted Metal III (1998)
- Twisted Metal 4 (1999)

### Publiés par 989 Sports
- NFL Xtreme (1998)
- NFL GameDay 99 (1998)
- NCAA Gamebreaker 99 (1998)
- NHL FaceOff 99 (1998)
- NCAA Final Four 99 (1998)
- MLB 2000 (1999)
- NFL Xtreme 2 (1999)
- NCAA GameBreaker 2000 (1999)
- NFL GameDay 2000 (1999)
- NHL FaceOff 2000 (1999)
- Supercross Circuit (1999)
- NCAA Final Four 2000 (1999)
- NBA Shootout 2000 (1999)

### Publiés par Sony computer sous l’appellation 989 Sports
- MLB 2001 (2000)
- NCAA GameBreaker 2001 (2000)
- NFL GameDay 2001 (2000)
- NBA ShootOut 2001 (2000)
- Cool Boarders 2001 (2000)
- NCAA Final Four 2001 (2000)
- NCAA GameBreaker 2001 (2000)
- NCAA Final Four 2001 (2000)
- Formula One 2001 (2001)
- NHL FaceOff 2001 (2001)
- NBA ShootOut 2001 (2001)
- MLB 2002 (2001)
- NFL GameDay 2002 (2001)
- NBA ShootOut 2002 (2001)
- NCAA Final Four 2002 (2001)
- MLB 2003 (2002)
- NFL GameDay 2003 (2002)
- NCAA GameBreaker 2003 (2002)
- NHL FaceOff 2003 (2002)
- NBA ShootOut 2003 (2002)
- NCAA Final Four 2003 (2002)
- MLB 2004 (2003)
- NFL GameDay 2004 (2003)
- NCAA GameBreaker 2004 (2003)
- NBA ShootOut 2004 (2003)
- NCAA Final Four 2004 (2003)
- MLB 2005 (2004)
- NFL GameDay 2005 (2004)
- NBA (2004)
- MLB 2006 (2005)
- Gretzky NHL (2005)
- Gretzky NHL 2005 (2005)